# Brestovăț
Brestovăț é uma comuna romena localizada no distrito de Timiș, na região histórica do Banato (parte da Transilvânia). A comuna possui uma área de 103 km² e sua população era de 708 habitantes segundo o censo de 2007.